# 세명대학교 부속 충주한방병원
세명대학교 부속 충주한방병원은 충청북도 충주시에 위치한다. 세명대학교 한의과대학 부속 한방병원이다.

## 같이 보기
- 세명대학교
- 한의과대학